# Ниуатопутапу
Ниуатопутапу (англ. Niuatoputapu) — главный остров в группе Ниуас в составе архипелага Тонга (Королевство Тонга). Расположен в 167 км к северу от острова Вавау и в 516 км к северу от острова Тонгатапу.

## География
Остров имеет вулканическое происхождение. Высшая точка острова достигает 157 м и представляет собой древний кратер вулкана, который подвергся сильной эрозии. Побережье Ниуатопутапу низменное и окружено коралловым рифом, который в далёком прошлом окружил вулкан, относится к Тихоокеанской биогеографической области. Площадь суши острова составляет около 18 км². Вместе с Тафахи и Вавау составляет отдельную группу островов.

## История
Ниуатопутапу был открыт в 1616 году нидерландскими путешественниками Лемером Якобом и Виллемом Схаутеном. Европейцы назвали остров Verraders Eylandt (в переводе с нидерландского — «остров изменников»). В 1767 году на острове побывал английский путешественник Самьюэл Уоллис, назвавший его остров Кеппель (англ. Keppel Island) — в честь первого лорда Британского Адмиралтейства.

## Общие сведения
На островах Тонга в XVII—XIX веках существовало протогосударственное образование с подчинением племени, жившем на главном острове — Тонгатапу. Племена поддерживали торговые связи с другими архипелагами, выращивали сельскохозяйственную продукцию, строили тонгиаки, позднее калиа (суда с треугольным парусом) для походов на другие острова, 
Остров покрыт густым тропическим лесом. Основные виды деревьев — пальмы, панданус, древовидный папоротник и другие деревья и кустарники. На острове много комаров и крыс, с которыми борются владельцы вилл, пляжей и отелей. Есть мыши, змеи и ящерицы, летучие лисицы. Птиц около 30 видов. В прибрежных водах много рыбы и рыбоводных организмов.

## Население
В 2006 году численность населения Ниуатопутапу составляла 950 человек. Главное поселение — деревня Хихифо, расположенная в северо-западной части острова. На Ниуатопутапу действует аэропорт.